# Zákon o zásluhách T. G. Masaryka
Zákon o zásluhách T. G. Masaryka nebo též Lex Masaryk je zákon, který byl schválen Národním shromážděním Republiky Československé za účelem uctění památky prvního československého prezidenta Tomáše Garrigue Masaryka. Obsahuje nenormativní větu: „T. G. Masaryk zasloužil se o stát“. Na rozdíl od pozdějších zákonů o Štefánikovi a Benešovi stanovil povinnost tuto větu vytesat do kamene v obou sněmovnách Národního shromáždění. Zákon zůstal v platnosti, přičemž okupační moc ani komunistický režim jej nezrušily.
Podle českého senátora Martina Mejstříka Národní shromáždění zákon schválilo „částečně i proto“, že v té době ještě neexistovala vyznamenání respektive existoval jen ne úplně dostatečný zákon č. 243/1920 Sb., standardní zákon o vyznamenáních (268/1936 Sb.) byl schválen až v roce 1936).[zdroj?]

## Další zákony týkající se Tomáše G. Masaryka
Prezidenta T. G. Masaryka se kromě tohoto zákona týkají dále zákony:
- Zákon č. 23/1930 Sb. z. a n. ze dne 26. února 1930, o věnování na oslavu 80. narozenin prvého presidenta republiky Československé T. G. Masaryka
- Zákon č. 232/1935 Sb. z. a n. ze dne 21. prosince 1935, o státní poctě prvnímu presidentu Československé republiky T. G. Masarykovi

Zákon o zásluhách T. G. Masaryka je rovněž zmiňován v souvislosti s podobnými zákony, které měly připomenout památku Milana Rastislava Štefánika a Edvarda Beneše. V roce 2011 po úmrtí Václava Havla byl vládou navržen podobný zákon, podle něhož se Václav Havel zasloužil o svobodu a demokracii.